# 껌 엄푸
껌 엄푸(베트남어: cơm âm phủ)는 베트남의 쌀밥 요리로, 후에 지방의 전통 음식이다. 베트남어로 '껌'(cơm)은 쌀밥을 뜻하며, '엄푸'(âm phủ, 쯔놈: 陰府)는 저승이라는 뜻이다. 이에 '저승밥'으로 번역할 수 있다.

## 개요
껌 엄푸는 가운데 쌀밥을 두고, 주위를 빙 둘러 색색의 채소와 고기 등을 배열한 음식으로, 느억 맘을 곁들인다. 흔히 쓰이는 재료로 구운 고기(주로 돼지고기), 소시지(냄 쭈어, 짜 루어 등), 어묵(짜 까 등), 알(달걀이나 오리알 등, 주로 알고명 형태), 채소(오이 등), 허브(라우람, 타이바질, 민트, 고수, 띠어또 등)이 있다.

## 같이 보기
- 비빔밥